# Antoine Paul Nicolas Franchimont
Antoine Paul Nicolas Franchimont (Leiden, 10 mei 1844 – Leiden, 2 juli 1919) was een Nederlands scheikundige. Hij was als hoogleraar organische chemie verbonden aan de Universiteit Leiden.

## Biografie
Antoine Paul Nicolas Franchimont werd geboren op 10 mei 1844 in Leiden. Hij volgde de eerste drie jaar van het middelbaar onderwijs aan het gymnasium aldaar, maar ging niet over naar het vierde leerjaar. Daarom begon hij aan een opleiding tot apotheker. In 1864 slaagde hij voor het apothekersexamen en begon een apotheek te Leiden, die hij in 1869 weer verkocht. Franchimont wilde verder studeren en deed in 1868 het toelatingsexamen voor de Universiteit van Leiden, waar hij een studie wis- en natuurkunde volgde. In 1871 promoveerde hij onder Anthony Hendrik van der Boon Mesch op het proefschrift Bijdrage tot de kennis van het ontstaan en de chemische constitutie der zoogenaamde Terpeenharsen. Tijdens zijn studie was hij tevens werkzaam als docent scheikunde.
Na zijn promotie ging hij aan de slag als persoonlijk assistent. Eerst als die van August Kekulé in Bonn en later als assistent van Charles Adolphe Wurtz in Parijs. In 1873 keerde hij terug naar Nederland waarna hij aan de slag ging als docent scheikunde aan de Hogereburgerschool in Wageningen. Het jaar erop werd hij benoemd tot buitengewoon hoogleraar organische chemie aan de Universiteit van Leiden. Zijn oratie was getiteld De verschillende richtingen der chemie. Blikken in het verleden, het heden en de toekomst dier wetenschap.
In 1877 volgde zijn benoeming tot gewoon hoogleraar en in 1879 werd hij lid van de Koninklijke Nederlandse Akademie van Wetenschappen. Als docent zette hij zich voornamelijk in om studenten inzicht in de materie bij te brengen in plaats van enkel losse feitenkennis. Hij verrichtte onderzoek naar suikers en de acetylering van suikers. Dit leidde ertoe dat hij in 1883 de nitraminen ontdekte, een tot dan nog onbekende klasse van organische stikstofverbindingen.
Hij was in 1892 een van de oprichters van het Recueil des Travaux Chimiques des Pays-Bas. Tijdens het collegejaar 1889-1890 vervulde hij de functie van rector-magnificus. In 1912 werd hij benoemd tot erelid van de Koninklijke Nederlandse Chemische Vereniging. In 1914 volgde zijn emeritaat.

## Publicaties (selectie)
- Bijdrage tot de kennis van het ontstaan en de chemische constitutie der zoogenaamde terpeenharsen. Leiden 1871 (online)
- De verschillende richtingen der chemie. Blikken in het verleden, het heden en de toekomst dier wetenschap. Leiden 1874.
- Over het verlies van ammoniak bij de lijk verbranding. 1876.
- Leiddraad bij de studie van de koolstof en hare verbindingen beleefde twee drukken. Leiden 1878, 1881.
- Handleiding bij praktische oefeningen in organische chemie voor eerstbeginnenden. Leiden 1879.
- Kort leerboek der organische chemie als leiddraad bij middelbaar onderwijs. Leiden 1880.
- Beginselen der Chemie. 1884–1886
- De org. Chemie een kind dezer eeuw. Leiden 1890.
- Action de l’acide azot. Reel sur les composes de l’H. Conférence faite à la Soc. Chim. De Paris. Paris 1890.
- Over het smeltpunt van organische stoffen. Amsterdam 1897.
- De Koolstof en hare verbindingen. Leiden 1889.